# Stolatosoma cidaris
Stolatosoma cidaris là một loài ruồi trong họ Tachinidae.